# Nasión
El nasión es el punto de intersección del hueso frontal y de dos huesos nasales del cráneo humano. Su manifestación en la superficie visible del rostro es una zona notoriamente deprimida que se halla entre los ojos, justo por arriba del puente de la nariz. Es un punto de referencia cefalométrico que es inferior a la glabela.